# Savanur (Staat)

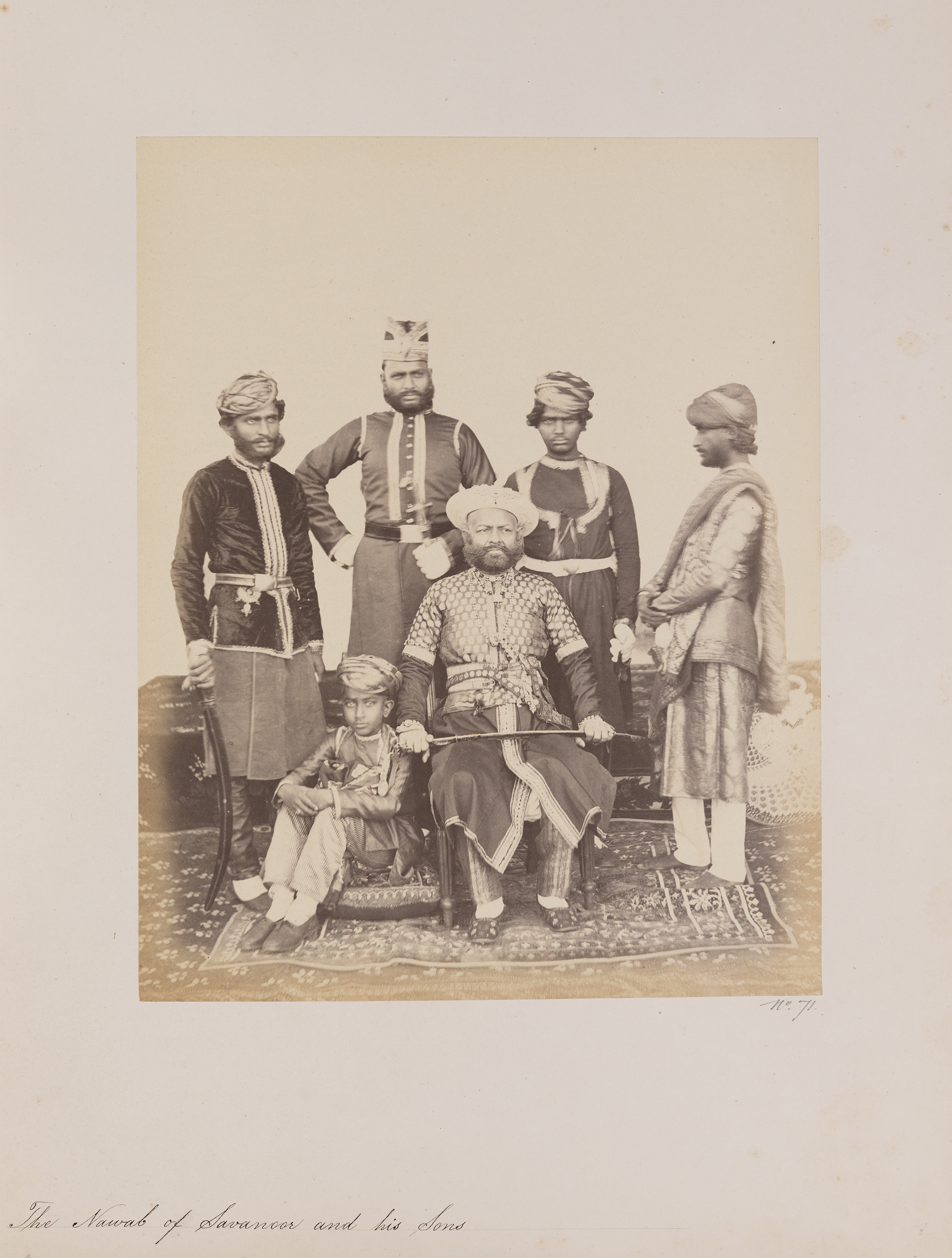
Der Nawab von Savanur und seine Söhne (ca. 1855–1862)

Savanur war ein Fürstenstaat Britisch-Indiens auf dem Dekkan-Plateau im heutigen Bundesstaat Karnataka. Seine Hauptstadt war Savanur im heutigen Distrikt Haveri.
Mit einer Fläche von 181 Quadratkilometern und 18.446 Einwohnern (1901) gehörte Savanur zu den kleineren Fürstenstaaten. Savanur wurde vollständig von Distrikt Dharwad der Präsidentschaft Bombay umschlossen. Der Staat unterstand dem Distriktvorsteher (collector) von Dharwad.
Savanur wurde von einer muslimischen Dynastie pathanischer Herkunft beherrscht. Der Begründer der Dynastie, Abdul Rauf Khan, hatte 1680 vom Mogul-Herrscher Aurangzeb ein Lehen (jagir) erhalten. Nach Ende des Dritten Marathenkriegs (1817–1818) wurde Savanur ein britisches Protektorat. Nach der indischen Unabhängigkeit 1947 schloss sich Savanur mit 15 weiteren Fürstenstaaten zu den United Deccan States zusammen, die am 5. Februar 1948 in den Bundesstaat Bombay eingegliedert wurden. Durch den States Reorganisation Act kam das Gebiet von Savanur 1956 zum Bundesstaat Mysore (1973 umbenannt in Karnataka).